# Phytobia spinulosa
Phytobia spinulosa är en tvåvingeart som beskrevs av Mitsuhiro Sasakawa 1992. Phytobia spinulosa ingår i släktet Phytobia och familjen minerarflugor.
Artens utbredningsområde är Ecuador. Inga underarter finns listade i Catalogue of Life.